# Метаниловый жёлтый
Метаниловый жёлтый (дифениламин-5-азо-1-бензол-3-сульфокислоты натриевая соль) — органическое соединение, азокраситель с химической формулой C18H14N3NaO3S, относящийся к группе тропеолинов, применяется в микроскопии и как кислотно-основный индикатор. Имеет вид жёлтого порошка, растворимого в воде и спирте.
Синонимы: тропеолин Ж, кислотный жёлтый метаниловый, acid yellow R, acid orange R, metanil yellow, Metanilgelb extra, Orange MN, MNO, tropäolin G, soluble yellow OL, Viktoriagelb O, C. I. 13065.

## Свойства
Кристаллы жёлтого или жёлто-коричневатого цвета. Молярная масса составляет 375,38 г/моль. Растворим в воде и этаноле, плохо растворим в эфире и бензоле.

## Получение
Метаниловую кислоту диазотируют, затем полученное диазосоединение сочетают с дифениламином.

## Применение
В аналитической химии применяется как кислотно-основный индикатор с переходом окраски раствора от красной к жёлтой в диапазоне pH от 1,2 до 2,4.
Используют для окрашивания препаратов в гистологии.

## Безопасность
Ядовит. Особую опасность представляет пыль красителя, которая вызывает раздражение слизистых оболочек и кожи, приводит к появлению дерматитов.